# Liar Game
Liar Game (japonês: ライアーゲーム ) é uma série de televisão japonesa de 2007, que foi originalmente ao ar em 14 de abril de 2007 pela Fuji Television, sendo exibida aos sábados às 23:00. Foi adaptada de um popular mangá de mesmo nome em uma série de ação ao vivo dirigida por  Hiroaki Matsuyama. O drama começou a ser exibido no Japão em 14 de abril de 2007. Apresentava Erika Toda como Nao Kanzaki e Shota Matsuda como Shinichi Akiyama. A primeira temporada de Liar Game tem 11 episódios, com um final de 3 horas, que é o primeiro de uma série de drama. It has also gained the second highest viewer satisfaction rating, for the season, in an Oricon survey.

A série foi baseada em um mangá homônimo criado por Shinobu Kaitani.

## Sinopse
Nao Kanzaki era uma estudante colegial extremamente honesta, que um dia recebeu 100 milhões que ienes e uma carta dizendo que ela fora escolhida para participar do "Liar Game". Este é um jogo cujo objetivo seria enganar os outros jogadores para roubar os 100 milhões de ienes deles. No final, o vencedor ficaria os com 100 milhões e o perdedor teria 100 milhões em dívidas com a organização do jogo. No dia seguinte, Kazanki recebe informações de que seu oponente era um antigo professor, Kazuo Fujisawa. Ela procura-o para lhe pedir ajuda, mas ele acaba enganando-a e pegando todo seu dinheiro. Desesperada, ela recorre à policia, porém sem obter sucesso. É então que ela consegue ajuda de Shinichi Akiyama, um vigarista que acabara de sair da prisão.

## Elenco

### Os Jogadores
- Erika Toda - Nao Kanzaki
- Shota Matsuda - Shinichi Akiyama
- Shoichiro Kitamura - Kazuo Fujisawa
- Kosuke Suzuki - Yuji Fukunaga
- Soko Wada - Koichi Eto
- Mayuko Iwasa - Rie Ishida
- Makoto Sakamoto - Wataru Ono
- Yoshiyuki Morishita - Yasufumi Tsuchida
- Shingo Ippongi - Tomoyuki Makita
- Hiro Otaka Noriyuki Kida
- Yuki Umishima - Yoshimi Takamura
- Yoshio Doi - Kenta Sajima
- Sachiko Nakagome - Hiromi Aso
- Masayuki Izumi - Kenya Okano
- Hajime Aoki - Keigo Kinoshita
- Fumiko Mizuta - Chisato Kawamura
- Akiko Hatakeyama - Keiko Nozoe
- Naoki Yukishima - Yuji Sugawara
- Mitsunari Sakamoto - Takahiko Nishino
- Kinako Kobayashi - Harumi Kayama
- Yuki Baba - Tetsuo Hanayama
- Tamao Yoshimura - Jun Iimura
- Hitomi Kitahara - Kazuko Nakaya
- Kazuma Suzuki - Yokoya
- Hiroko Taguchi - Michiko Kichise

### Organização LGT
- Ikkei Watanabe - Mitsuo Tanimura
- Michiko Kichise - Eri
- Emi Haitani
- Yuka Uchida
- Natsuko Someya
- Tomoko Hiratsuji
- Shigeo Kiyama - Leronira (voz)
- Kinya Kitaoji - Hasegawa